# 鏡和臣
鏡 和臣（かがみ かずおみ、1978年9月13日 - ）は、NHKの元チーフアナウンサー、プロデューサー、ディレクター。

## 人物
早稲田大学高等学院を経て早稲田大学卒業後、2001年入局。

## 逸話
同期の浅井僚馬とは同じ1978年9月13日生まれである。

## 担当番組・業務
佐賀放送局時代
- とれたてさがん情報市（キャスター）
- 佐賀県のニュース・気象情報等

奈良放送局時代
- ならナビ
- なら845

広島放送局時代
- 広島県・中国地方のニュース・気象情報等

名古屋放送局時代（1度目）
- おはよう東海（2014年8月11日 - 2017年3月、隔週）
- 東海3県・東海北陸のニュース・気象情報等
- 福井県のニュース（福井放送局への応援）（2022年7月23日、7月24日、8月17日、8月18日、9月20日）

東海3県・東海北陸のニュース
- ニュース845東海
- NHKプロ野球他スポーツ中継（メジャーリーグ、高校野球、ラグビー、NFLなど）

東京アナウンス室時代
- ワールドシリーズ中継（2019年）（全7試合を現地から実況）

宮崎放送局時代
- NHKニュース イブニング宮崎（2020年9月23日 - 2021年3月5日）
- 宮崎県のニュース・気象情報等

ラジオセンター時代（1度目）
ディレクター業務は除く。
- 話題と音楽（ラジオ第1 2021年夏期）[1]

名古屋放送局時代（2度目）
- 東海3県・東海北陸のニュース・気象情報等
- ニュース845東海（宿直勤務時）
- 令和6年能登半島地震の緊急報道対応による金沢放送局への応援派遣
- 若手アナウンサーの育成業務

ラジオセンター時代（2度目）
チーフプロデューサー業務は除く。